# Dick Dickey
Richard Lee Dickey, detto Dick (Rigdon, 26 ottobre 1926 – Indianapolis, 3 luglio 2006), è stato un cestista statunitense, professionista nella NPBL e nella NBA.

## Carriera
Venne selezionato dai Baltimore Bullets al terzo giro del Draft NBA 1950 (24ª scelta assoluta).

## Palmarès
- NCAA AP All-America Second Team (1950)
- NCAA AP All-America Third Team (1948)